# Томпсон, Тони
То́ни То́мпсон (англ. Tony Thompson; 18 октября 1971, Сильвер—Спринг, Мэриленд, США) — американский боксёр-профессионал, выступавший в тяжёлой весовой категории. Континентальный чемпион Америки по версии WBC (2006—2007), интерконтинентальный чемпион по версии WBO (2007), чемпион по версии WBC International (2014). 
Дважды оспаривал титулы чемпиона мира в тяжёлом весе, оба раза у Владимира Кличко. Также Томпсон известен тем, что, считаясь аутсайдером, одержал победы над известными проспектами тяжёлого веса Дэвидом Прайсом и Одланьером Солисом, как при первых встречах, так и в реваншах. Входил в десятку лучших тяжеловесов мира по итогам года по версии BoxRec с 2004 по 2013 год, лучшая позиция — 5 (2006).

## Профессиональная карьера
Первый свой бой на профессиональном ринге Томпсон провёл 27 января 2000 года, где вышел на бой против боксёра, имеющего в своём активе два боя, оба выигранных. С заметным преимуществом Томпсон перебоксировал по очкам своего соперника. Второй свой бой Томпсон провёл также против непобеждённого боксёра, имеющего в своём активе 4 победы и 1 ничью, и также победил своего оппонента. После последующих двух побед вышел на ринг против очередного непобеждённого проспекта, Эрика Киркленда (6-0). Томпсон не сумел быстро перестроиться, и Киркленд победил по очкам в 4-раундовом бою.
Томпсон быстро реабилитировался после поражения и продолжил свою победную серию, побеждая своих противников.
В октябре 2002 года нокаутировал американца Зури Лоуренса
27 марта 2003 года Томпсон победил по очкам непобеждённого кубинца Янки Диаса.
В сентябре 2004 года он победил по очкам Вона Бина.
26  января 2006 года побеждает ТКО Брендона Кейбэлла 8-1-1 и завоевывает пояс чемпиона штата Мэриленд (США)
18 марта 2006 года побеждает Мориса Веллера 10-4-1 техническим нокаутом в 4 раунде
В июне 2006 года Томпсон победил по очкам Доминика Гуинна.
16 февраля 2007 года Тони победил по очкам боксёра из Узбекистана Тимура Ибрагимова.

### Неофициальный боксёрский турнир 2002 года
30 ноября 2002 года Томпсон принял участие в неофициальном турнире Thunderbox. Турнир состоял из семи поединков на выбывание по три минуты. В турнире приняли участие восемь боксёров: Тони Томпсон, Морис Харрис, Израэль Гарсия, Деррик Джефферсон, Рэй Остин, Тим Уизерспун, Джеральд Нобелс, Джереми Уильямс.
В первом туре Томпсон победил Джереми Уильямса, в полуфинале победил Деррика Джефферсона, а в финале проиграл по очкам Морису Харрису.

### Бой с Луаном Красничи
В июле 2007 года в Германии состоялся отборочный бой за титул WBO между Тони Томпсоном и местным боксёром Луаном Красничи. Красничий неплохо провел первые три раунда боя, однако потом сбавил, чем и воспользовался Томпсон, пойдя вперед. В пятом раунде Томпсон провел затяжную атаку, после которой рефери остановил поединок, зафиксировав его победу техническим нокаутом, хотя Красничий и не выглядел особо потрясенным.
- После победы над Красничи, Томпсон перед боем с Кличко, провёл ещё один рейтинговый бой против Клиффа Коузера, который победил техническим нокаутом во втором раунде.

### Чемпионский бой с Владимиром Кличко I
В июле 2008 года Тони Томпсон вышел на ринг против чемпиона мира в тяжёлом весе по версиям IBF и WBO Владимира Кличко. В первом раунде боксёры больше присматривались друг к другу, раунд прошёл без особых преимуществ, но судьи отдали победу в первом раунде Томпсону. Начиная со второго раунда и во всех последующих Кличко выигрывал и выглядел активнее. В конце 2-го раунда противники столкнулись головами и чемпион получил рассечение над правым глазом. В конце 10-го раунда украинец вошёл в клинч с американцем. Томпсон попятился назад и, не удержавшись, рухнул на пол. Рефери дал передышку американцу. В середине 11-го раунда Кличко провёл встречный правый хук в голову. Томпсон рухнул на канвас. Он не успел встать на счёт 10. Рефери зафиксировал нокаут.
Бой отличился большим количеством ярких атак. Схожие габариты обоих боксёров и размен ударами сделали бой зрелищным. Это была довольно тяжёлая победа для Владимира Кличко.
После поражения от Владимира Кличко Томпсон начал восстанавливаться и провёл несколько 10-раундовых рейтинговых боёв. 21 марта 2009 года он провёл бой против турка Аднана Седрина и нокаутировал его в 5-м раунде. Следующий бой был против очень опытного и победоносного молодого американца Чазза Уизерспуна. Томпсон победил своего соотечественника техническим нокаутом в 9-м раунде. Следующими жертвами Томпсона стали некогда известный ямаец Оуэн Бек, и Пол Мариначчио, которые так же были повержены нокаутами. Победная серия вывела Томпсона в турнир сильнейших за право обладание титула обязательного претендента по версии IBF.

### Бой с Морисом Харрисом
Бой начался активно, Томпсон сразу захватил инициативу в ринге. Уже во втором раунде Томпсон отправил Харриса в нокдаун, а ещё после двух нокдаунов в третьем раунде, рефери Вик Дракулич принял решение остановить бой. Томпсон взял реванш, после неофициальной встречи с Харрисом, в которой проиграл ему. Томпсон должен был встретиться с Чемберсом, за титул обязательного претендента, однако Чемберс получил травму, и не смог выйти на запланированный поединок. IBF назначила Томпсона обязательным претендентом на бой с Владимиром Кличко.

### Чемпионский бой с Владимиром Кличко II
В июле состоялся второй бой Владимира Кличко с обязательным претендентом по версии IBF, Тони Томпсоном Первый раунд прошёл в равной борьбе, боксёры присматривались друг к другу. Во втором раунде было заметно небольшое преимущество Кличко. Во втором раунде после неудачной атаки Томпсона, американец потерял равновесие и упал. В третьем раунде случился единственный острый эпизод со стороны американца, в котором Томпсон встретил Кличко встречной атакой. В конце пятого раунда Кличко очень сильно потряс Тони, и отправил его на канвас. Томпсон присел после падения, но успел подняться до окончания отсчёта. В 6-м раунде Кличко длинной серией отправил Томпсона в нокаут. Томпсон встал на счёт 10, хотя на повторе было видно, что серьёзных ударов американец не пропустил, он неуверенно стоял на ногах, и рефери прекратил бой, зафиксировав победу Кличко техническим нокаутом. Как и в первой встрече, Томпсон оказавшись в последнем нокдауне, упал на правый бок в полусогнутом состоянии, оказавшись с согнутой правой рукой под головой.

### Бои с Дэвидом Прайсом I и II
23 февраля Дэвид Прайс в родном городе Ливерпуле вышел на ринг с известным соперником, американцем, Тони Томпсоном. Томпсон был двукратным претендентом на титул чемпиона мира, и оба раза проигрывал Владимиру Кличко, и если первая схватка была конкурентной, то во втором бою 40-летний ветеран уже ничего не показал, и в бою с Прайсом он был полным андердогом, коэффициент на победу Прайса составлял 7 к 1. Тони Томпсон, которому уже к этому бою исполнилось 41 год, вышел к тому же на ринг с достаточным перевесом и многое от него не ждали.
В первом раунде не было примечательных атак, но Прайс несколько раз удачно прицеливал Томпсона двойкой, и вполне убедительно наступал, Томпсон же действовал экономно, и больше старался не пропустить, чем нанести. Первый раунд вышел с преимуществом Дэвида. В углу британца тренер говорил чтоб Дэвид придерживался плана, а Прайс утверждал что уже раскусил американца и вёл себя уверенно. Во втором раунде Прайс вошёл в атаку и зажал Томпсона в углу, но Тони не растерялся, вошёл в клинч, вёл себя насторожено, и контролировал ситуацию. К концу раунда Прайс снова попробовал нанести атакующую комбинацию, но Тони увернулся, нанёс легкий боковой удар левой, а затем правым боковым удачно попал в область левого уха Прайса. Дэвид зашатался и тут же упал. Прайс впервые за профессиональную карьеру оказался на настиле ринга. Он сумел встать, но шатался и стоял неуверенно, поэтому рефери прекратил поединок. 41-летний Томпсон совершил сенсационный апсет и нокаутировал восходящую звезду мирового бокса. После победы Тони в интервью заявил что следующим соперником хотел бы видеть Тайсона Фьюри.
После поражения в первом поединке, Прайс решил воспользоваться пунктом в контракте о матче реванше. Бой назначен на 6 июля 2013 года.
После сонных стартовых минут боя в конце 2-го раунда ударом по височной области Прайс отправил Томпсона в тяжелый нокдаун, однако не успел добить. Начиная с 3-го Тони все чаще добирался ударами до головы и туловища неважного на средней/ближней дистанциях соперника, а в концовке 4-го потряс уже крепко истощенного физически Дэвида. Развязка не заставила себя ждать: в 5-й трехминутке Томпсон, воспользовавшись чрезвычайно дырявой защитой противника, поймал того затяжной комбинацией и оттеснил в угол ринга. Рефери отсчитал Прайсу стоячий нокдаун, который плавно перерос в поражение техническим нокаутом — британец был не в состоянии продолжать бой.

### Бой с Кубратом Пулевым
Кубрат Пулев долгое время не мог найти соперника. Четвёртым в рейтинге был бывший претендента по версии IBF, американец, Тони Томпсон, который согласился встретиться с Пулевым за звание обязательного претендента на титул чемпиона мира. Бой был назначен на 24 августа 2013 года.
24 августа 2013 года состоялся бой за звание обязательного претендента по версии IBF между Кубратом Пулевым и американцем, Тони Томпсоном. Бой вышел очень скучным. В начале оба боксёра действовали без особого преимущества в ринге, но уже до середины боя Кубрат полностью захватил инициативу на ринге, и в итоге победил по очкам и стал обязательным претендентом на титул чемпиона мира. Счёт судей: 116—112, 118—110 и 117—111, все в пользу Пулева.

### Бой с Одланьером Солисом
23 марта 2014 года в Турции, Тони Томпсон в рейтинговом бою по версии WBC, встретился с кубинцем, Одланьером Солисом. Солис считался фаворитом в соотношении 1,8 к 1, но Томпсон легко перекрывал серийные комбинации Солиса, который был к середине боя устал, и действовал менее активно, Томпсон более уверенно взял вторую половину боя, действуя более хорошо на длинной и средней дистанции, провёл множество успешных комбинаций джебом и выиграл раздельным решением судей кубинского боксёра.

### Бой с Карлосом Такамом
6 июня 2014 года Томпсон встретился с молодым и напористым африканским боксёром, Карлосом Такамом. Поединок проходил во франции на стороне Такама. Бой вышел односторонним, хоть и не разгромным. Такам постоянно шёл вперёд, и давил Томпсона физикой. Тони не смог подобрать стоящие ответные действия, и Такам уверенно победил по очкам.

### Реванш с Одланьером Солисом
После первого боя Томпсона с Солисом, промоутер кубинца, Ахмет Онер, начал искать оправдания, и пообещал что Солис впредь будет готовиться лучше, и поражение Томпсону просто было нелепым стечением обстоятельств. В феврале 2015 года состоялась вторая встреча между боксёрами. Несмотря на исход первого боя, Одланьер Солис снова считался фаворитом. Первоначально бой планировалось провести осенью 2015 года, затем его несколько раз переносили, затем возникли сложности на арене в Венгрии, и Онер в короткие сроки переорганизовал боксёрское шоу в Турцию. Поединок вышел с большим разочарованием. Томпсон уже со второго раунда прессинговал Одланьера Солиса, который вопреки обещаниям вышел в очень плохой форме, напротив как 43-летний Томпсон подготовился лучше, и был более подсушен чем в первом бою. По истечении восьми раундов избиения, Солис отказался выходить на девятый раунд, вопреки требованиям его угла и менеджера. Солис бесславно проиграл, а Томпсон в свои 43 года снова вернулся в топы супертяжёлого веса.

### Бой с Маликом Скоттом
30 октября 2015 года Тони Томпсон вышел на ринг против своего 35-летнего Малика Скотта. Томпсон постоянно шел вперед и пытался выйти на удобную ему дистанцию, однако не успевал за своим более молодым, быстрым и подвижным соперником, который переигрывал его в большинстве эпизодов схватки. Между тем в девятом раунде Томпсон отправил Скотта в нокдаун ударом справа по виску, после чего перехватил инициативу и имел несколько хороших моментов. Но все же по итогам десяти раундов поединка судьи отдали победу Скотту со счетом 98-91, 96-93 и 95-94.

### Бой с Луисом Ортисом
5 марта 2016 года встретился с Луисом Ортисом. Ортис доминировал в ринге и во втором раунде отправил Томпсона на пол. В конце третьего раунда Тони вновь был потрясен, но опять поднялся. В третий раз Ортис отправил соперника на пол в шестом раунде, после чего бой был завершен. После поражения от Ортиза окончательно ушел из бокса.

## Результаты боёв
В таблице перечислены результаты всех поединков боксёров.
В каждой строке указан результат поединка. Дополнительно номер поединка обозначен цветом, который обозначает итог поединка. Расшифровка обозначений и цветов представлена в нижеследующей таблице.
| Пример | Расшифровка                     |
| ------ | ------------------------------- |
|        | Победа                          |
|        | Ничья                           |
|        | Поражение                       |
|        | Планируемый поединок            |
|        | Поединок признан несостоявшимся |
| КО     | Нокаут                          |
| ТКО    | Технический нокаут              |
| PTS    | Решение судей (по очкам)        |
| UD     | Единогласное решение судей      |
| MD     | Решение большинства судей       |
| SD     | Раздельное решение судей        |
| RTD    | Отказ от продолжения боя        |
| DQ     | Дисквалификация                 |
| NC     | Поединок признан несостоявшимся |

| Бой                                                                              | Рекорд   | Дата             | Соперник                 | Раунд, Время | Место боя                                                         | Дополнительно                                                                          |
| -------------------------------------------------------------------------------- | -------- | ---------------- | ------------------------ | ------------ | ----------------------------------------------------------------- | -------------------------------------------------------------------------------------- |
| 47                                                                               | 40(27)-7 | 5 марта 2016     | Луис Ортис (24-0-0)      | KO 6 (12)    | D.C. Armory, Вашингтон, США                                       | Томпсон в нокдауне в 1-м, 3-м и 6-м раундах.                                           |
| 46                                                                               | 40(27)-6 | 30 октября 2015  | Малик Скотт (37-2-1)     | UD (10)      | The Venue at UCF, Орландо, США                                    | 91-98, 93-96, 94-95. Скотт в нокдауне в 9-м раунде.                                    |
| 45                                                                               | 40(27)-5 | 27 февраля 2015  | Одланьер Солис (20-2)    | TKO 9 (12)   | Gloria Sports Arena, Анталья, Турция                              | Выиграл вакантный титул WBC Continental Americas в тяжёлом весе.                       |
| 44                                                                               | 39(26)-5 | 6 июня 2014      | Карлос Такам (29-1-1)    | UD (12)      | Palais des sports Marcel-Cerdan, Леваллуа-Перре, Франция          | 111-117, 109-119, 111-117. Бой за титул WBC Silver.                                    |
| 43                                                                               | 39(26)-4 | 22 марта 2014    | Одланьер Солис (20-1)    | SD (12)      | Atatürk Spor Salonu, Текирдаг, Турция                             | 115-114, 115-113, 112-116. Выиграл титул WBC International.                            |
| 42                                                                               | 38(26)-4 | 24 августа 2013  | Кубрат Пулев (17-0)      | UD (12)      | Sport and Congress Center, Шверин, Германия                       | 110-118, 111-117, 112-116. Финал претендентского турнира IBF.                          |
| 41                                                                               | 38(26)-3 | 6 июля 2013      | Дэвид Прайс (15-1)       | TKO 5 (12)   | Echo Arena, Ливерпуль, Великобритания                             |                                                                                        |
| 40                                                                               | 37(25)-3 | 23 февраля 2013  | Дэвид Прайс (15-0)       | ТКО 2 (12)   | Echo Arena, Ливерпуль, Великобритания                             |                                                                                        |
| 39                                                                               | 36(24)-3 | 7 июля 2012      | Владимир Кличко (57-3)   | TKO 6 (12)   | Стад де Сюисс, Берн, Швейцария                                    | Бой за титулы IBF, IBO, WBO, WBA Super, The Ring.                                      |
| После травмы Чемберса, Томпсон объявлен обязательным претендентом по версии IBF. |          |                  |                          |              |                                                                   |                                                                                        |
| 38                                                                               | 36(24)-2 | 27 мая 2011      | Морис Харрис (25-14-2)   | TKO 3 (12)   | Reno Events Center, Рино, Невада, США                             | Турнир сильнейших, элиминатор IBF, полуфинал.                                          |
| 37                                                                               | 35(23)-2 | 20 ноября 2010   | Пол Мариначчио (24-5-3)  | TKO 4 (10)   | Boardwalk Hall, Атлантик-Сити, Нью-Джерси, США                    |                                                                                        |
| 36                                                                               | 34(22)-2 | 20 ноября 2010   | Оуэн Бек (29-4)          | TKO 2 (10)   | Omni New Daisy Theater, Мемфис, США                               |                                                                                        |
| 35                                                                               | 33(21)-2 | 5 декабря 2009   | Чазз Уизерспун (26-1)    | TKO 9 (10)   | Boardwalk Hall, Атлантик-Сити, Нью-Джерси, США                    |                                                                                        |
| 34                                                                               | 32(20)-2 | 21 марта 2009    | Аднан Серин (19-9-1)     | TKO 5 (10)   | Hanns-Martin-Schleyer-Halle, Штутгарт, Баден-Вюртемберг, Германия |                                                                                        |
| 33                                                                               | 31(19)-2 | 12 июля 2008     | Владимир Кличко (50-3)   | KO 11 (12)   | Color Line Arena, Гамбург, Германия                               | Титул чемпиона мира по версиям IBF, IBO, 5-я защита, по версии WBO, 1-я защита Кличко. |
| 32                                                                               | 31(19)-1 | 27 сентября 2007 | Клифф Коузер (26-12-2)   | TKO 2 (10)   | Tachi Palace Hotel & Casino, Лемор, Калифорния, США               |                                                                                        |
| 31                                                                               | 30(18)-1 | 14 июля 2007     | Луан Красничи (30-2-1)   | TKO 5 (12)   | Color Line Arena, Гамбург, Германия                               | Вакантный титул интерконтинентального чемпиона мира по версии WBO, элиминатор WBO.     |
| 30                                                                               | 29(18)-1 | 16 февраля 2007  | Тимур Ибрагимов (21-1-1) | UD (10)      | Playboy Mansion, Беверли-Хиллз, Калифорния, США                   | Титул континентального чемпиона Америки по версии WBC, 1-я защита Томпсона.            |
| 29                                                                               | 28(18)-1 | 28 июня 2006     | Доминик Гуинн (26-3-1)   | UD (12)      | HP Pavilion, Сан-Хосе, Калифорния, США                            | Вакантный титул континентального чемпиона Америки по версии WBC.                       |
| 28                                                                               | 27(18)-1 | 18 марта 2006    | Морис Уилер (10-4-1)     | TKO 4 (8)    | Boardwalk Hall, Атлантик-Сити, Нью-Джерси, США                    |                                                                                        |
| 27                                                                               | 26(17)-1 | 26 января 2006   | Брэндон Кабелл (8-1-1)   | TKO 4 (10)   | Michael’s Eighth Avenue, Глен-Берни, Мэриленд, США                | Вакантный титул чемпиона штата Мэриленд.                                               |